# Joseph Didden
Joseph Didden (Diest, 22 febbraio 1923 – Liegi, 18 dicembre 1998) è stato un ciclista su strada belga, professionista dal 1943 al 1950.

## Carriera
Ciclista adatto alle corse di un giorno, ottenne alcuni successi, oltre al terzo posto alla Liegi-Bastogne-Liegi del 1943, più numerosi piazzamenti di prestigio in altre corse di un giorno.

## Palmarès

### Strada
- 1947

Giro di Bruxelles
- 1949

Gand-Gand
- 1950

Bruxelles Saint-Trond

## Piazzamenti

### Classiche monumento
- Giro delle Fiandre

1944: 24º
- Liegi-Bastogne-Liegi

1943: 3°
1947: 24°